# 哔哩哔哩视频卫星
哔哩哔哩视频卫星是由中国长征十一号运载火箭于2020年9月15日在黄海海域发射升空。这是中国大陆首个由互联网公司（哔哩哔哩）定制的科普型视频遥感卫星。 该卫星是由长光卫星技术有限公司自主研发。

## 卫星功用
哔哩哔哩副董事长兼COO李旎称，该卫星可获取遥感视频，并用于制作科普视频，其内容将包含科技、人文等多个方面，以此来鼓励年轻一代保持好奇，不断探索。

## 发射历史
2020年5月11日，哔哩哔哩视频卫星出发被送往中国酒泉卫星发射中心。
2020年6月，哔哩哔哩宣布卫星将在六月下旬发射并称这将是一个“儿童节的礼物” 。然而计划被推迟。
2020年7月10日，哔哩哔哩视频卫星于中国酒泉卫星发射中心搭载快舟十一号运载火箭发射升空，但火箭飞行出现异常，发射失利。哔哩哔哩称发射计划不会停止。
2020年9月15日，哔哩哔哩视频卫星由长征十一号运载火箭在预定海域发射，卫星顺利进入预定轨道。